# Драгалевский монастырь
Драгалевский монастырь (болг. Драгалевски манастир) — женский православный монастырь в Болгарии. Расположен в 3 км от Софии у подножья горы Витоша. Престольным праздником для монастыря является Успение Богородицы (15 августа по юлианскому календарю).

## История монастыря
Основание монастыря относят к 1345 году и приписывают болгарскому царю Ивану Александру. Во время турецкого завоевания Болгарии монастырь не был разрушен, однако на некоторое время лишился своих насельников. В XV—XVII веках Драгалевский монастырь, как часть так называемой «Софийской святой горы», являлся образовательным и культурным центром страны, в нём работала книжная школа.
Монастырь принял активное участие в начавшемся в Болгарии в XIX веке национально-освободительном движении против турецких захватчиков. Бывший в то время настоятелем монастыря Геннадий был соратником революционера Васила Левского.

## Монастырские постройки
- Церковь Богоматери Витошки

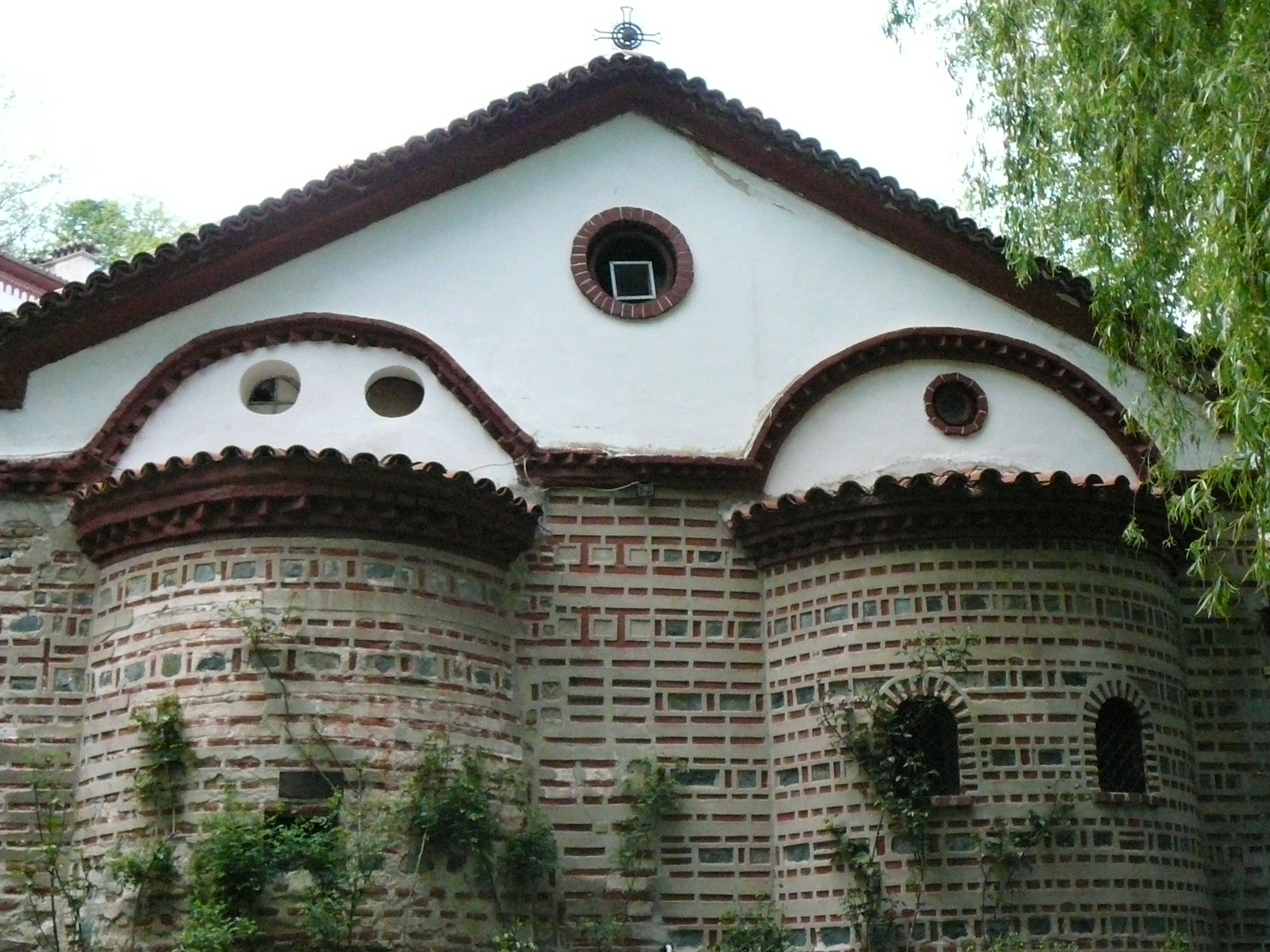
Церковь Богоматери Витошки (вид алтарной части)

Построена в 1476 году в качестве кафоликона монастыря. Церковь выполнена как двухнефная базилика с притвором, имеется открытый нартекс. Церковь украшена многочисленными фресками из которых к первоначальной росписи относятся изображения донатора Радослава Мавара и его семьи. В XVII веке центральная часть церкви была покрыта новыми фресками, притвор был украшен композициями «Страшный Суд» и «Крещение Господне». В конце XVIII века для церкви был изготовлен резной деревянный иконостас с позолотой.
- «Новая церковь» — пристроена в 1932 году к северной стене кафоликона.
- Келейные корпуса — двух и четырехэтажные келейные корпуса построены во второй четверти XX века и рассчитаны на большое число насельников, но в начале XXI века в монастыре кроме игуменьи проживает только 3 монахини и 2 послушницы.